# Diphucephala concinna
Diphucephala concinna är en skalbaggsart som beskrevs av Lea 1930. Diphucephala concinna ingår i släktet Diphucephala och familjen Melolonthidae. Inga underarter finns listade i Catalogue of Life.